# تثبيط جنسي
التثبيط الجنسي أو الإحباط الجنسي (بالإنجليزية: Sexual frustration)‏ أو الجوع الجنسي في البشر هو الإحباط الناجم عن التناقض بين الواقع بين النشاط الجنسي المرغوب والنشاط الجنسي الفعلي (المتحقق). وقد يَنتج الإحباط الجنسي من مجموعة متنوعة من الظروف والتي من بينها العوائق البدنية والعقلية والعاطفية والاجتماعية، أو الدينية/الروحية. ويمكن أيضا أن يحدث  نتيجة عدم الرضا أثناء ممارسة الجنس، والذي قد يكون بسبب بعض المشاكل كفقد الإرجاز، ومثبطات جنسية طبيعية، سرعة القذف، تأخر القذف، ضعف الانتصاب أو عدم التوافق أو التناقض في الرغبة الجنسية.
الإحباط الجنسي يمكن أن يحدث في الفرد الذي يفتقر إلى واحد أو أكثر من الأجهزة اللازمة للإنزال الجنسي ولكن لا يزال لديه واحد أو أكثر من الأجهزة التي تسبب الحافز الجنسي. فالبالنسبة للرجل، يُمكن أن يكون لديه الخصيتين بدون القضيب، سواء كان مولودا دون قضيب (عدم تكون القضيب) أو أن يولد بقضيب وتتم إزالته لاحقا (إزالة القضيب أو بتر القضيب). ويمكن للرجل في هذه الحالة أن يُنزل عن طريق تحفيز البروستاتا. وبالنسبة للأنثي فقد لا يكون لديها بظر، وهو العضو الذي يسبب المتعة الجنسية. والذي قد يزال إما قهرا (ختان الإناث) أو لأغراض طبية.